# 2月19日
2月19日是公历一年中的第50天，离全年结束还有315天（闰年则还有316天）。

## 大事记

### 19世紀以前
- 197年：羅馬皇帝塞提米烏斯·塞維魯斯的軍隊在盧格杜努姆擊敗克洛狄烏斯·阿爾比努斯的軍隊。
- 356年：反異教的羅馬皇帝君士坦提烏斯二世宣布全國禁止異教偶像崇拜。
- 1594年：在约翰三世逝世后，波兰立陶宛联邦国王齐格蒙特三世·瓦萨加冕为瑞典国王。
- 1600年：位於祕魯莫克瓜大區的瓦伊納普蒂納火山大規模噴發，間接造成200萬人死亡。
- 1649年：葡萄牙在第二次瓜拉拉佩斯戰役（英语：Second Battle of Guararapes）中勝出，終結荷蘭在巴西的殖民地。
- 1674年：英荷雙方簽訂《西敏寺和約（英语：Treaty of Westminster (1674)）》，第三次英荷戰爭結束。協議中的一條款將荷蘭的新阿姆斯特丹殖民地移交給英國。
- 1714年：大北方戰爭：瑞俄兩國在波赫揚馬伊索屈勒一地爆發納普埃戰役（英语：Battle of Napue）。
- 1726年：俄國建立最高樞密院。

### 19世紀
- 1819年：英國探險團隊在前往智利瓦爾帕萊索途中偏離航道，並發現南設得蘭群島北端利文斯頓島。
- 1861年：俄羅斯皇帝亞歷山大二世簽署《農奴解放宣言》，宣布廢除莊園的農奴制度。
- 1878年：保加利亚王国独立。
- 1878年：獲得留聲機的專利權。
- 1881年：堪薩斯州成為美國第一個禁止販售酒精產品的州。

### 20世紀
- 1903年：因西普里亞諾·卡斯楚總統拒絕償還外債而導致的對委內瑞拉的封鎖解除。
- 1907年：黄冈起义失败。
- 1916年：第一次世界大戰期間，凡尔登战役爆发。德軍向法國城市凡爾登發動猛烈攻擊。
- 1934年：中華民國國民政府軍事委員會委員長蒋中正在南昌行营发表演说，发起「新生活運動」。
- 1942年：日本海军航空兵对澳洲达尔文发动空袭，为史上外国军队对澳洲发动最大规模的军事行动。
- 1942年：美國總統富蘭克林·D·羅斯福簽署行政命令，下令將超過11.2萬名日裔美國人送往拘留營。
- 1945年：美国海军陆战队开始进攻日本守军坚守的硫磺岛，硫磺岛战役爆发。
- 1954年：蘇聯最高蘇維埃主席團決議將原隸屬於俄羅斯的克里米亞州，改劃歸至烏克蘭。
- 1968年：横跨泰晤士河的倫敦橋被拆除[來源請求]。
- 1972年：日本淺間山莊事件：聯合赤軍進入輕井澤淺間山莊，並挾持人質。
- 1979年：中国联合国教育、科学及文化组织全国委员会成立。
- 1980年：美國再次表示坚决抵制莫斯科奥运会。
- 1986年：苏联和平号空间站第一个模组核心舱发射升空，为人类首个进行长期研究工作的太空站。

### 21世紀
- 2003年：伊朗陸軍航空兵伊爾-76墜毀事件。
- 2006年：墨西哥科阿韋拉州煤礦發生甲烷爆炸，65名礦工被困死亡。
- 2008年：日本東芝公司正式宣佈將終止HD DVD事業。

## 出生
- 703年：安禄山，安史之亂的主要發動人之一，并建立燕政权，年号聖武（757年逝世）
- 1473年：尼古拉·哥白尼，波兰天文学家（1543年逝世）
- 1630年：希瓦吉，印度統治者，馬拉塔帝國創立者（1680年逝世）
- 1743年：路易吉·博凯里尼，義大利作曲家、大提琴家（1805年逝世）
- 1797年：朱爾·布爾西耶，法國鳥類學家（1873年逝世）
- 1811年：威廉·漢密爾頓，英國貴族，第十一代漢密爾頓公爵（1863年逝世）
- 1855年：西之海嘉治郎，日本相撲力士，第16代橫綱（1908年逝世）
- 1859年：阿伦尼乌斯，瑞典物理學家，1903年诺贝尔化学奖得主（1927年逝世）
- 1865年：斯文·赫定，瑞典探險家，樓蘭古城發現者（1952年逝世）
- 1882年：海因里希·馮亨德爾-馬志尼，奧地利植物學家（1940年逝世）
- 1884年：托比阿斯·丹齊格，俄裔美國數學家、科普作家（1956年逝世）
- 1888年：何塞·欧斯塔西奥·里韦拉，哥倫比亞小說家、詩人、律師（1928年逝世）
- 1888年：湯姆·菲利普斯，英國皇家海軍軍官（1941年逝世）
- 1896年：安德烈·布勒東，法國作家、詩人（1966年逝世）
- 1899年：卢齐欧·封塔纳，意大利畫家、雕塑家（1968年逝世）
- 1901年：穆罕默德·納吉布，埃及革命家，首任埃及總統（1984年逝世）
- 1901年：俞大绂，中國植物病理学家、微生物學家（1993年逝世）
- 1912年：谷口千吉，日本電影導演（2007年逝世）
- 1926年：庫塔格·捷爾吉，匈牙利作曲家
- 1930年：謝爾·埃斯普馬克，瑞典作家、文學史家（2022年逝世）
- 1934年：杜漸，香港作家、翻譯家、文學評論家（2022年逝世）
- 1940年：薩帕爾穆拉特·阿塔耶維奇·尼亞佐夫，土庫曼政治人物、獨裁者，首任土庫曼總統（2006年逝世）
- 1942年：邱正雄，臺灣銀行家、政治人物（2025年逝世）
- 1942年：霍华德·斯金格，英國企業家，前日本索尼董事長
- 1943年：侯默·海堪， 美國NASA工程師及作家
- 1946年：藤岡弘、，日本男演員、電視藝人、武道家、聲優、歌手、探險家
- 1947年：林懷民，台灣舞蹈家，云门舞集创办人
- 1947年：丁佩，香港演員
- 1948年：勞爾·格里哈爾瓦，美國政治人物（2025年逝世）
- 1948年：東尼·艾歐密，英國吉他手、詞曲作家、唱片製作人，樂團黑色安息日吉他手
- 1952年：村上龍，日本小說家、電影導演
- 1953年：克里斯蒂娜·费尔南德斯·德基什内尔，阿根廷政治人物，第52任阿根廷總統
- 1957年：法爾可，奧地利饒舌歌手（1998年逝世）
- 1960年：約克公爵安德魯王子，英國王室成員
- 1964年：珍妮弗·道德納，美國生物學家，2020年諾貝爾化學獎得主
- 1967年：班尼西歐·岱·托羅，美國男演員、導演
- 1969年：蘇維思，華裔美國政治人物
- 1970年：笠原弘子，日本女性聲優、歌手、舞台演員
- 1975年：朱學恆，台灣作家、翻譯、電台主持人、名嘴、時事觀察家、政治評論員及直播主
- 1976年：李維維，台灣女演員
- 1977年：黃騰浩，台灣男演員
- 1977年：藍鈞天，台灣男演員
- 1979年：陳紹誠，台灣企业家、模特兒
- 1979年：李天熙，韓國男演員
- 1979年：Vitas，俄罗斯男歌手
- 1979年：卡路士·伊度亞度·費拉利，巴西足球運動員
- 1980年：马琳，中國男子乒乓球運動員
- 1983年：中島美嘉，日本女歌手
- 1984年：喬許·特蘭克，美國導演、編劇、剪輯師
- 1986年：郭采潔，台灣女歌手、演員
- 1986年：姜妍，中國女演員
- 1986年：久紗野水萌，日本女演員、寫真集模特兒
- 1986年：奧菲利亞·拉維邦德，英國女演員
- 1987年：岑潔儀，香港女演員
- 1987年：許怡才，韓國女演員
- 1988年：潘時七，中國女演員
- 1988年：雷麗娜，華裔澳洲女子乒乓球運動員
- 1988年：入野自由，日本男演員、聲優
- 1989年：徐彬，新加坡男演員
- 1991年：吳泱潾，台灣女藝人
- 1991年：克里斯托夫·克拉默，德國國家足球隊球員
- 1993年：維多利亞·嘉絲蒂，美國女演員、創作行歌手、舞蹈家
- 1994年：降幡愛，日本女性聲優
- 1995年：生田目翼，日本職業棒球運動員
- 1995年：尼古拉·約基奇，塞爾維亞職業籃球運動員
- 1998年：黎展峯，香港男歌手
- 1998年：金廷祐，韓國男子偶像團體NCT成員
- 1998年：查普爾·羅恩，美國女歌手、詞曲作者
- 2000年：松本一香，日本AV女優
- 2002年：黃明昊，中國男子偶像團體NINE PERCENT、樂華七子NEXT成員
- 2013年：金主愛，北韓領導人金正恩的女兒
- 生年不詳：深見惇，日本漫畫家
- 生年不詳：三宅貴洋，日本男性聲優
- 生年不詳：矢野優美華，日本女性聲優

## 逝世
- 1709年：德川綱吉，日本江戶幕府第5代征夷大將軍（1646年出生）
- 1897年：卡爾·魏爾施特拉斯，德國數學家，被譽為「現代分析之父」（1815年出生）
- 1934年：迦勒·布拉德漢姆，美國藥劑師，百事可樂發明人（1867年出生）
- 1938年：愛德蒙·蘭道，德國數學家（1877年出生）
- 1938年：张廷玉，中华民国国民革命军将领（1902年出生）
- 1945年：尼古拉·波格丹諾夫-別爾斯基，俄羅斯畫家（1868年出生）
- 1951年：安德烈·紀德，法國作家，1947年諾貝爾文學獎得主（1869年出生）
- 1973年：伊凡·桑德森，美國生物學家、神秘動物學家 （1911年出生）
- 1992年：呂安德，臺灣建築師、政治人物，曾任澎湖縣縣長（1915年出生）
- 1993年：莫哈末·韩查，马来西亚国旗设计者 （1918年出生）
- 1997年：邓小平，中國政治家、軍事家、改革開放和社會主義現代化建設總設計師（1904年出生）
- 2007年：許財利，台灣基隆市前市長（1947年出生）
- 2008年：沈殿霞，香港資深電視藝人（1945年出生）
- 2009年：吳木金，香港女工（1917年出生）
- 2010年：凌禮文，香港電視藝人（1941年出生）
- 2011年：袁雪芬，越劇表演藝術家（1922年出生）
- 2013年：馬丁·威爾克，加拿大統計學家（1922年出生）
- 2016年：哈波·李，美國作家，代表作《梅岡城故事》（1926年出生）
- 2016年：翁贝托·埃可，意大利小說家、文學評論者、哲學家、符號學家（1932年出生）
- 2018年：侯煥玲，香港女演員（1922年出生）
- 2019年：卡爾·拉格斐，人称“老佛爷”，德国设计师，法国时尚品牌香奈儿领衔设计师兼创意总监（1933年出生）
- 2025年：姚穆，中國紡織材料學家、紡織教育家（1930年出生）

## 节假日和习俗
- 中華民國：炬光節、新生活運動紀念日
- ：國旗日
- 墨西哥：軍人節